# Доклад о девственницах
«Доклад о девственницах» (иное название — «Отчёт девственниц»; нем. Jungfrauen-Report) — комедийный немецкий фильм 1972 года режиссёра Хесуса Франко. Фильм состоит из отдельных скетчей, повествующих о различного рода ритуалах потери девственности, существовавших в разное время и у разных народов. Начало и конец фильма предвещают опросы немцев, касающиеся их отношения к девственности.

## Сюжет
Молодой парень приглашает девушку якобы послушать новую музыку. Он волнуется и пытается всячески подойти к вопросу секса, но у него ничего не получается. Девушка возвращается домой и отдаётся своему более опытному и взрослому соседу.

## В ролях
- Ганс Хэсс младший — Адам
- Ева Гарден — Анна
- Ингеборг Стейнбах — невеста-блондинка
- Дайан Винтер — девственница
- Ховард Вернон — отец Анны/Инквизитор